# Roland Sandberg
Ernst Roland Sandberg (sinh ngày 16 tháng 12 năm 1946) là một cựu cầu thủ bóng đá chuyên nghiệp người Thụy Điển từng thi đấu ở vị trí tiền đạo. Bắt đầu sự nghiệp tại Kalmar FF năm 1966, ông đã khoác áo các đội Åtvidabergs FF, 1. FC Kaiserslautern, và BK Häcken trước khi giải nghệ vào năm 1981. Là tuyển thủ quốc gia từ năm 1969 đến 1976, ông ra sân 37 trận và ghi 15 bàn thắng cho đội tuyển Thụy Điển. Ông từng là thành viên của đội Thụy Điển xếp hạng năm tại FIFA World Cup 1974.

## Sự nghiệp câu lạc bộ
Sinh ra tại Karlskrona, Sandberg bắt đầu sự nghiệp bóng đá của mình tại Jämjö GoIF và Lyckeby GoIF trước khi ký hợp đồng với Kalmar FF vào năm 1955. Năm 1970, ông gia nhập Åtvidabergs FF, nơi ông giành được hai danh hiệu Allsvenskan, hai cúp Svenska Cupen và là vua phá lưới Allsvenskan trong hai mùa giải 1971 và 1972. Năm 1973, ông chuyển sang thi đấu cho câu lạc bộ Bundesliga của Đức là 1. FC Kaiserslautern, nơi ông ghi được 60 bàn trong 118 trận đấu tại giải vô địch quốc gia trong bốn năm. Sau một chấn thương đầu gối nghiêm trọng vào năm 1976, ông đã phải giải nghệ vào năm sau đó. Năm 1979, sau một ca phẫu thuật mới, Sandberg trở lại sân cỏ và dành những mùa giải cuối cùng trong sự nghiệp với Kalmar FF cũng như một thời gian ngắn tại BK Häcken vào năm 1981 trước khi một lần nữa buộc phải giải nghệ vì vấn đề đầu gối.

## Sự nghiệp quốc tế

### Đội trẻ
Sandberg đã thi đấu tổng cộng sáu trận cho đội U21 Thụy Điển từ năm 1969 đến 1972, ghi được 3 bàn thắng.

### Đội tuyển quốc gia
Sandberg ra mắt đội tuyển quốc gia Thụy Điển vào ngày 6 tháng 8 năm 1969, vào sân thay Leif Eriksson ở hiệp hai trong trận giao hữu thắng 1–0 trước Liên Xô. Ông ghi bàn thắng quốc tế đầu tiên trong khuôn khổ Giải vô địch bóng đá Bắc Âu 1968–71, khi Thụy Điển thắng Na Uy 3–0 vào ngày 8 tháng 8 năm 1971. Ông tham dự FIFA World Cup 1974 và ghi bàn vào lưới Uruguay và Tây Đức, góp phần giúp Thụy Điển xếp hạng năm chung cuộc. Ông ra sân lần thứ 37 và cũng là trận đấu cuối cùng cho đội tuyển quốc gia vào ngày 16 tháng 6 năm 1976, trong trận đấu vòng loại FIFA World Cup 1978 gặp Na Uy, nhưng phải rời sân ở phút 37 sau khi bị chấn thương đầu gối nghiêm trọng.

## Thống kê sự nghiệp

### Quốc tế
| Đội tuyển | Năm   | Số trận | Số bàn thắng |
| --------- | ----- | ------- | ------------ |
| Thụy Điển | 1969  | 1       | 0            |
| Thụy Điển | 1970  | 0       | 0            |
| Thụy Điển | 1971  | 3       | 1            |
| Thụy Điển | 1972  | 6       | 2            |
| Thụy Điển | 1973  | 7       | 6            |
| Thụy Điển | 1974  | 11      | 3            |
| Thụy Điển | 1975  | 5       | 2            |
| Thụy Điển | 1976  | 4       | 1            |
| Total     | Total | 37      | 15           |

1. ↑  "Sandberg, Roland" (bằng tiếng Đức). kicker.de. Truy cập ngày 3 tháng 8 năm 2013.
2. ↑  Dagens Nyheter 14 November 1969
3. 1 2 3  "Roland Sandberg". National Football Teams. Benjamin Strack-Zimmerman. Truy cập ngày 3 tháng 8 năm 2013.
4. ↑  "Roland Sandberg - Spelarstatistik - Svensk fotboll". www.svenskfotboll.se. (bằng tiếng Thụy Điển). Bản gốc lưu trữ ngày 31 tháng 5 năm 2022. Truy cập ngày 31 tháng 5 năm 2022.